# Kompilát
Kompilát nebo kompilace (latinsky compilare, drancovat, obírat) je dílo, které vzniklo sloučením prvků jiného díla jiného autora či jiných děl jiných autorů, přičemž neobsahuje „nic původního“ (myšlenky, názory atp.) a současně necituje autora původního díla či autory původních děl.
Internetová jazyková příručka uvádí podle:
- ASCS: nepůvodní dílo odborné nebo vědecké literatury vzniklé sestavením poznatků z jiných prací bez uvedení pramenů, kompilát
- SSČ: nesamostatná práce vzniklá využitím cizích poznatků
- SSJČ: práce vzniklá snůškou rozmanitých cizích poznatků.[1]

Národní knihovna ČR uvádí:
- Kompilace (compilation) je odborný text, který vznikl sestavením poznatků z jiných děl. Na rozdíl od plagiátu však nepřebírá celé hotové pasáže bez citování původního zdroje ani nepředstírá svou původnost.[2]

Kompilování neboli sestavování díla z různých zdrojů, příp. děl různých autorů atp. je postup přirozený při tvorbě některých typů publikací (encyklopedie, antologie, články na Wikipedii aj.) a jejich aktualizaci. Podmínkou však je, že zdroje, z nichž bylo čerpáno, jsou citovány dle platné normy či uvedeny tak, aby je uživatel (čtenář) mohl dohledat.
Stejně tak autor kvalifikační práce (bakalářské, diplomové atp.) může jako metodu či jednu z metod zvolit kompilování, ovšem musí na tuto skutečnost upozornit a převzaté části citovat dle platné normy či zvyklostí v daném oboru neodporujících citační normě.
Zcizené dílo se obecně označuje jako plagiát. Vydávat dílo jiného autora či autorů za vlastní je neetické a autor takového díla (literárního, odborného, vědeckého, hudebního aj.) porušuje autorský zákon.

## Pojmy kompilace, kompilát
Patrně v souvislosti s koncovkou -át shodnou ve slovech „kompilát“ a „plagiát“ máme tendenci vnímat „kompilát“ ve smyslu díla nepůvodního, zatímco „kompilaci“ ve smyslu výkladu Národní knihovny. Ovšem Akademický slovník cizích slov (ASCS) uvádí pojmy „kompilace“ a „kompilát“ jako synonyma (viz výše).